# یاکریم میانماری
یاکریم میانماری (یا برمه‌ای) (Streptopelia xanthocycla) گونه‌ای از پرندگان از خانواده کبوتران است که در گذشته زیرگونه‌ای از یاکریم اوراسیایی (S. decaocto) در نظر گرفته می‌شد.
این گونه در چین و میانمار وجود دارد.